# Lebbeus washingtonianus
Lebbeus washingtonianus är en kräftdjursart som först beskrevs av M. J. Rathbun 1902.  Lebbeus washingtonianus ingår i släktet Lebbeus och familjen Hippolytidae. Inga underarter finns listade i Catalogue of Life.